# Arcadia (Floride)
Pour les articles homonymes, voir Arcadia.
La ville américaine d’Arcadia est le siège du comté de DeSoto, en Floride.
La ville est baptisée Arcadia par le révérend James Henry, qui aurait fortement apprécié le gâteau fait par la jeune Arcadia Albritton pour son anniversaire.

## Démographie
| 1900 | 1910  | 1920  | 1930  | 1940  | 1950  |
| ---- | ----- | ----- | ----- | ----- | ----- |
| 799  | 1 736 | 3 479 | 4 082 | 4 055 | 4 764 |

| 1960  | 1970  | 1980  | 1990  | 2000  | 2010  |
| ----- | ----- | ----- | ----- | ----- | ----- |
| 5 889 | 5 658 | 6 002 | 6 488 | 6 604 | 7 637 |

Selon le recensement de 2010, Arcadia compte 7 637 habitants. La municipalité s'étend sur 4,09 milles carrés (10,59 km2).